# Karl Münchinger
Karl Münchinger   (Stuttgart, 29 de maig de 1915 - Stuttgart, 13 de març de 1990) va ser un director d'orquestra alemany.

## Vida i treball
Després de les lliçons de violí juvenil, Karl Münchinger va estudiar direcció d'orquestra amb Carl Leonhardt a la "Musikhochschule" de Stuttgart i va treballar a la "Marienkirche" de Stuttgart com a mestre de cor i organista. Després d'estudis de direcció amb Hermann Abendroth al Conservatori de Leipzig i cursos d'estiu amb Clemens Krauss, el suport de Wilhelm Furtwängler el va ajudar a dirigir l'Orquestra Simfònica de Baixa Saxònia a Hannover (1941-1943). Després de tornar de la captivitat, va fundar per iniciativa pròpia l'Orquestra de Cambra de Stuttgart l'any 1945, que ràpidament va aconseguir fama internacional i va dirigir fins al 1987.
Tot i que Münchinger no va ser un dels defensors de la pràctica de la performance històrica, des del principi va defensar un so alliberat de les idees romàntiques i purgat. Les instrumentacions de veu baixa, l'adhesió rigorosa a les especificacions de tempo, així com les especificacions estilístiques i interpretatives dels compositors van ser les pautes de les seves interpretacions, que es van caracteritzar constantment per un so transparent i homogeniment prim.
El nom Münchinger es va convertir ràpidament en sinònim d'interpretacions exemplars (és a dir, antiromàntiques) de les obres orquestrals de Johann Sebastian Bach. El 1964, va dirigir el Orquestra de Cambra de Stuttgart en una gravació de J.S. Bach Sant. Mateu Passió (BWV 244) amb solistes Peter Pears, Hermann Prey, i Elly Ameling per al segell Decca, que va rebre un Gran Premi del Disc. La pedra angular del treball amb l'Orquestra de Cambra de Stuttgart va estar formada per un ampli repertori de composicions del primer barroc i del barroc, nombrosos enregistraments de les quals han rebut premis nacionals i internacionals. En la immediata postguerra, cada cop hi havia més composicions de compositors contemporanis als programes de concerts. Només a principis dels anys 60 es va ampliar el repertori barroc per incloure composicions dels clàssics vienesos; A més, Münchinger va fundar la Classical Philharmonic Stuttgart el 1966. Des d'aleshores també es va dedicar cada vegada més com a director d'orquestra a altres països europeus i als EUA.

## Honors i premis
- Professor (títol honorífic a Baden-Württemberg) (1953)
- Gran Creu Federal del Mèrit (1955) amb estrella (1970) i cinta d'espatlla (1985)
- Oficial de l'Ordre Francesa de les Arts i les Lletres (1961)
- Ciutadà honorari de Menton, sud de França (1965)
- Premi Gold Record (1969)
- Medalla al Mèrit de l'Estat de Baden-Württemberg (1975)
- Medalla de la ciutat de la ciutat de Stuttgart (1975)
- Comandant de l'Ordre des Arts et des Lettres (1972, 1976)
- Medalla d'or de la ciutat d'Estrasburg pels serveis especials a l'acostament cultural franco-alemany (1980)
- Medalla d'Or de la Ciutat de Grenoble (1985)
- Oficial de la Legió d'Honor (1986)